# Бугас
Буга́с — село Волноваської міської громади Волноваського району Донецької області, Україна. Колишня радянська назва села Максимівка. Населення 1196 станом на 2017. 

## Символіка
На гербі села Бугас зображено голова бика, зверху на грецькій колоні. "У центрі села розташоване найголовніше джерело (пігадъ). Ця криниця дала назву селу Бугас. «Буга» - бик, «су» - вода (тюркською). Тут греки-переселенці два століття тому побачили биків, що п'ють воду, і вирішили влаштуватися в цих місцях." Два золоті колоски, переплетені із золотим серпом символізують сільське господарство.

## Загальні відомості
Бугас підпорядкований Бугаській сільській раді. Відстань до райцентру становить приблизно 9 км. Село розташоване на трасі національного значення Н20 (Маріуполь —Слов'янськ).
Облаштований блокпост — КПП «Бугас», сектор «Б» на лінії розмежування із територією самопроголошеної ДНР.

## Походження назви
У назві поселення відбився багатозначний тюркський (урумський) географічний термін богаз, бугаз («прохід», «протока», «гірська ущелина», в основі якого лежать омоніми зі значенням горло.
Так, ймовірно, була названа улоговина, де влаштувалися греки, які переселилися з Великої Каракуби. Мова цих греків-еллінофонів рясніла тюркськими лексичними вкрапленнями, багато з них добре розуміли в Криму кримськотатарську мову, у Північному Приазов'ї — урумські слова. Це породило легенду про походження топоніма Бугáс. Він виник зі слів бугá бик і су вода: Бугáс — результат злиття в одному слові двох іменників Бугу су бичача вода. Сюди, за свідченнями сучасників, на водопій приходив бик, а потім оселилися люди.

## Новітня історія
13 січня 2015 року в часі російсько-української війни з боку Докучаєвська бойовики завдали артилерійського удару по блокпосту українських правоохоронців; один зі снарядів влучив у рейсовий автобус у Бугасі. За попередніми даними, 10 пасажирів автобусу загинули, 13 зазнали поранень.
24 лютого 2022 Загинув Сарбаш Юрій Микитович у вільний від несення служби час під час обстрілу російськими військами села Бугас, що на Донеччині. В кінці лютого 2022 року село було окуповане російськими військами.

## Населення

### Мова

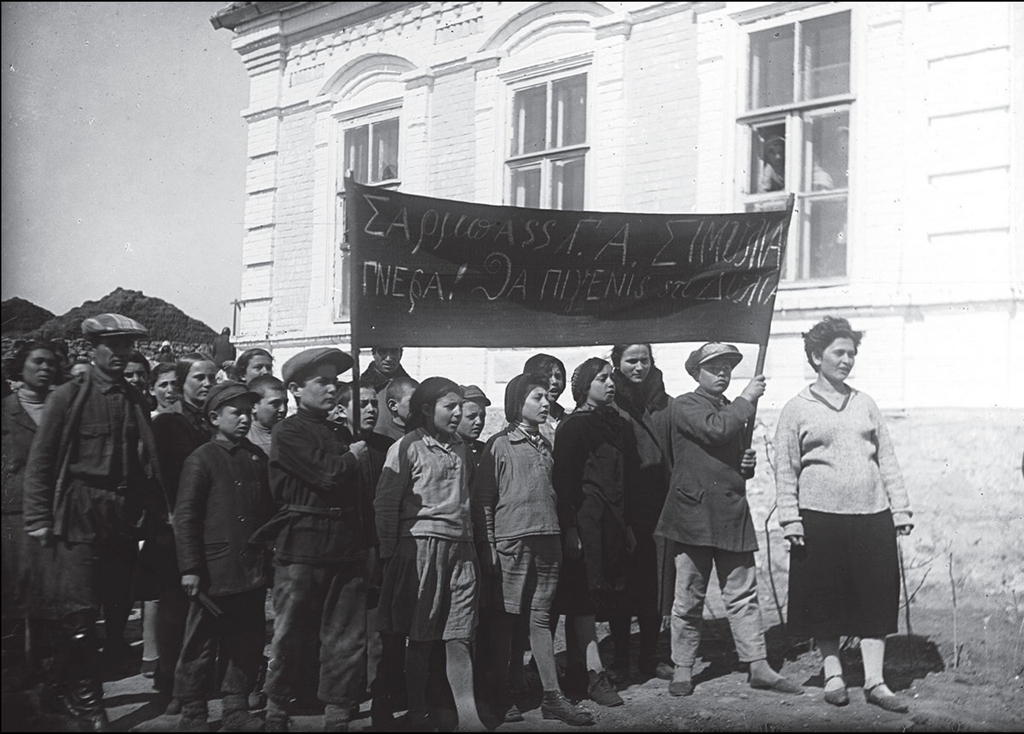
Грецькі школярі Бугасу у 1932 році.

Розподіл населення за рідною мовою за даними перепису 2001 року:
| Мова            | Кількість | Відсоток |
| --------------- | --------- | -------- |
| російська       | 1020      | 70.39%   |
| грецька         | 323       | 22.29%   |
| українська      | 81        | 5.59%    |
| білоруська      | 2         | 0.14%    |
| вірменська      | 1         | 0.07%    |
| інші/не вказали | 22        | 1.52%    |
| Усього          | 1449      | 100%     |

За даними перепису 2001 року населення селища становило 1449 осіб, із них 5,59 % зазначили рідною мову українську, 70,39 % — російську, 22,29 % — грецьку, 0,14 % — білоруську та 0,07 % — вірменську мову.

## Культура
Село Бугас двічі приймало міжнародний фестиваль грецької культури «Мега-Йорти» ім. Д. Патричі 1993 та 1997 року.

## Відомі люди
- Хара Василь Георгійович — народний депутат України. Активний діяч грецької діаспори в Україні. За його підтримки постала Федерація грецьких товариств України.
- Бахтаров Василь Ілліч — румейський поет і перекладач.
- Ордець Іван Миколайович — футболіст збірної України. (За цим посиланням у вікіпедії вказано, що Ордець І.М. народився у с. Ближнє)